# 이척기
이척기(1962년 5월 25일 ~)는 삼성, 빙그레에서 뛰었던 전 야구 선수다. 통산 4시즌 18경기 9이닝 2승(모두 구원) ERA 4.00을 기록했다.

## 출신 학교
- 대구상업고등학교
- 중앙대학교

## 같이 보기
- 1987년 삼성 라이온즈 시즌
- 빙그레 이글스 연도별 선수 명단